# Conseil international des céréales
Le Conseil international des céréales (CIC) est une organisation internationale fondée le 23 mars 1949 sous le nom de Conseil international du blé (CIB) à l'initiative du gouvernement américain dans le but d'assurer une distribution égalitaire de blé aux pays en état d'urgence.
Cet organisme faisait partie du Point IV annoncé par le président des États-Unis, Harry S. Truman, le 20 janvier 1949 pour améliorer la situation économique des pays pauvres. Parmi les membres du CIB figuraient la république d'Irlande (depuis 1951), Israël (depuis  1949), l'Allemagne de l'Ouest (depuis 1951) et le Japon (depuis 1951). En 1995, l'organisation fut renommée «  Conseil international des céréales ».

## Histoire
L’origine du Conseil international des céréales remonte à la crise des années 1930.
Cette période fut marquée par une baisse généralisée des cours du blé. De nombreux producteurs connurent la misère. Le commerce international du blé était en général complètement libre de droit de douane.
La plupart des grands pays producteurs et/ou exportateurs cherchèrent alors des moyens de réglementer leur marché du blé pour assurer des revenus réguliers et décents aux producteurs. Aux États-Unis, dans le cadre de « New Deal », Roosevelt mit en place des paiements compensatoires en faveur des producteurs et organisa un processus de contrôle des niveaux de production allant jusqu’à des destructions de récoltes. Les paiements compensatoires étaient variables en fonction de l’évolution des cours.
Au Canada, les autorités créèrent, à partir de juillet 1935, une Commission canadienne du blé (CCB) qui commercialisait les blés de l’ouest canadien. Les producteurs étaient payés en deux temps. Ils recevaient un acompte au moment de la vente du blé à la CCB, puis un complément de prix en fin de saison. En cas de résultat déficitaire de la CCB, l’État prenait à sa charge les pertes.
En France la loi du 15 août 1936, créait l’Office national interprofessionnel du blé (ONIB). Cet office avait pour mission de fixer le prix du blé payé aux producteurs et reçut le monopole du commerce extérieur de cette céréale.
Au cours des mêmes années 1930 se met également en place une coopération internationale en matière de céréales pour tenter de faire face à la surproduction chronique et aux faibles prix. On tenta de mettre en place un accord international pour le blé, mais les négociations restèrent infructueuses. On établit toutefois un Comité consultatif du blé  qui devait devenir en 1942 le Conseil international du blé. Il fut  essentiellement un lieu d’échange entre importateurs et exportateurs et commença à mettre en place une connaissance statistique mondiale de la production et du commerce mondial du blé.
La période de l’après Deuxième Guerre mondiale, au contraire de celle des années 1930 fut marquée par un déficit important de blé. En 1945, l’Europe du fait des destructions causées par la guerre, était devenue le premier importateur mondial de blé et monopolisait quelque 90 % de ses échanges mondiaux. La préoccupation majeure à l’échelle mondiale fut alors de lutter contre des cours trop élevés.
À l’issue de négociations compliquées, un Accord international sur le blé, fut opérationnel en 1949. Deux principes essentiels étaient au centre de cet accord : la stabilité des prix et la sécurisation des approvisionnements des pays importateurs L’accord  instituait  une fourchette contraignante de prix et des engagements de ventes et d’achats. Le siège l’institution fut  établi à Londres. 
Au fur et à mesure que la production de céréales dans le monde se développa, l’accord sur la fourchette des prix tomba en désuétude et une convention sur l’aide alimentaire fut conclue en 1967. Les  pays exportateurs s’engageaient à fournir 4,5 millions de tonnes annuellement aux pays en développement. Cette quantité fut portée en 1970 à 10 millions de tonnes.

Tout au long de cette période le CIB s’est affirmé comme l’organisme international de référence en matière de statistiques sur le marché mondial du blé.
À partir des années 1980, le CIB commença de publier des statistiques sur les céréales secondaires (maïs, orges, seigle, avoine, etc.). Il devint en 1995, le Conseil international des céréales (CIC), bien qu’il ne fût pas responsable du secteur du riz (troisième céréale la plus cultivée au monde, derrière le maïs et le blé).
Depuis le milieu des années 2000, le CIC, s’intéresse davantage au secteur du riz et à celui des oléagineux.
Jusqu’en 1973, le CIB, puis le CIC, était le seul organisme à publier des statistiques internationales sur le commerce des céréales. Mais depuis 1973, le département de l’agriculture des États-Unis (USDA, FAS) publie également ses propres statistiques mondiales concernant tous les produits agricoles ou presque. 
Dans le secteur des oléagineux, la revue « Oil world » joue un rôle majeur d’information.